# Calyptranthes obtusa
Calyptranthes obtusa är en myrtenväxtart som beskrevs av George Bentham. Calyptranthes obtusa ingår i släktet Calyptranthes och familjen myrtenväxter.
Artens utbredningsområde är Franska Guyana. Inga underarter finns listade i Catalogue of Life.